# HD 40873
HD 40873，又名BD+51 1146，SAO 25548、HR 2123，是一颗恒星，视星等为6.45，位于銀經161.8，銀緯14.17，其B1900.0坐标为赤經5h 56m 33.3s，赤緯+51° 14.17′ 33″。